# Colletes moctezumensis
Colletes moctezumensis är en biart som beskrevs av Metz 1910. Colletes moctezumensis ingår i släktet sidenbin, och familjen korttungebin. Inga underarter finns listade i Catalogue of Life.